# Christian Okpala
Christian Okpala (* 20. November 1976 in Enugu) ist ein Fußballspieler. Er ist gebürtiger Nigerianer mit schweizerischer und nigerianischer Staatsbürgerschaft.

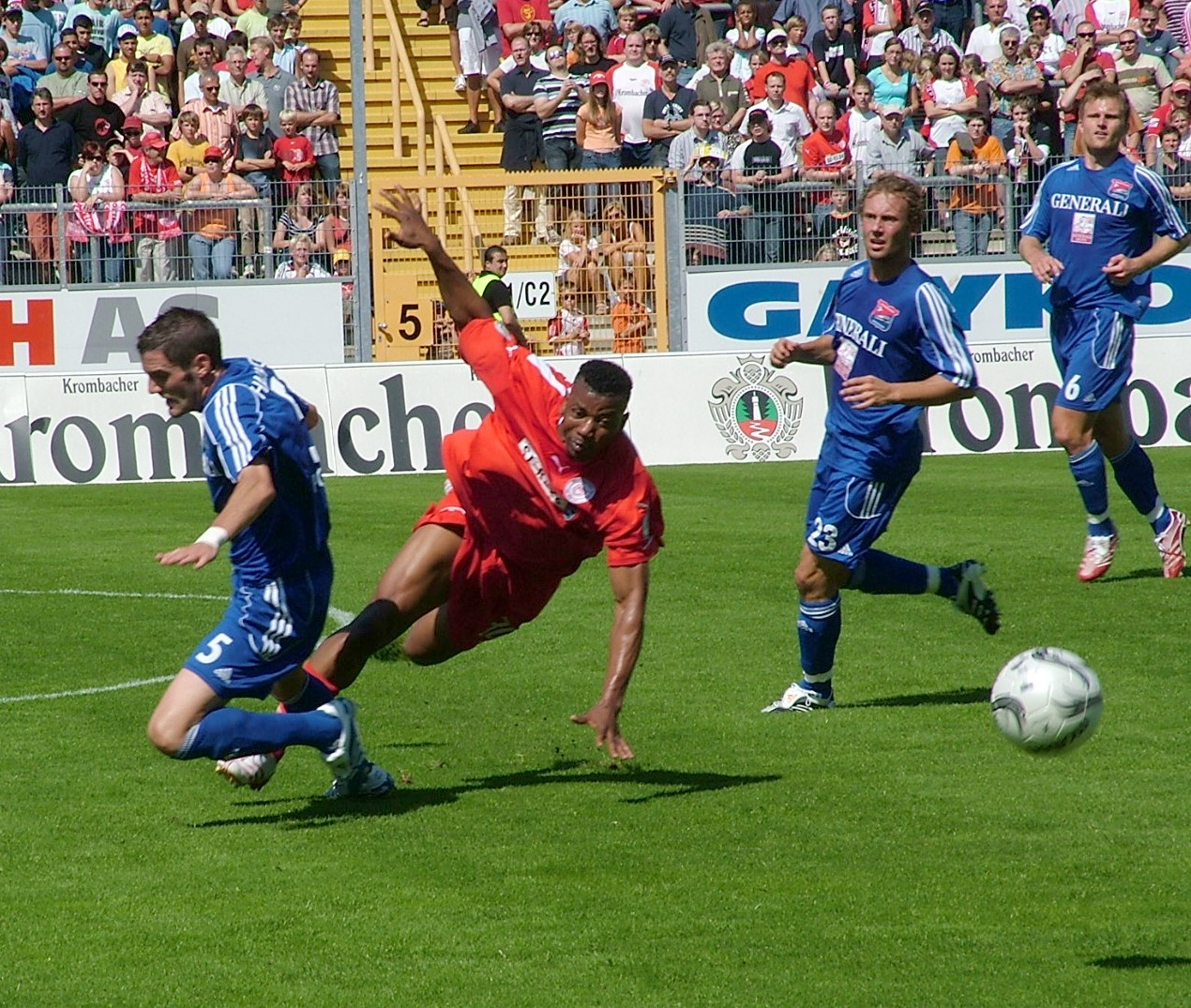
Christian Okpala im Trikot der Sportfreunde Siegen im Duell mit Dennis Polak, Boris Leschinski, Stefan Frühbeis

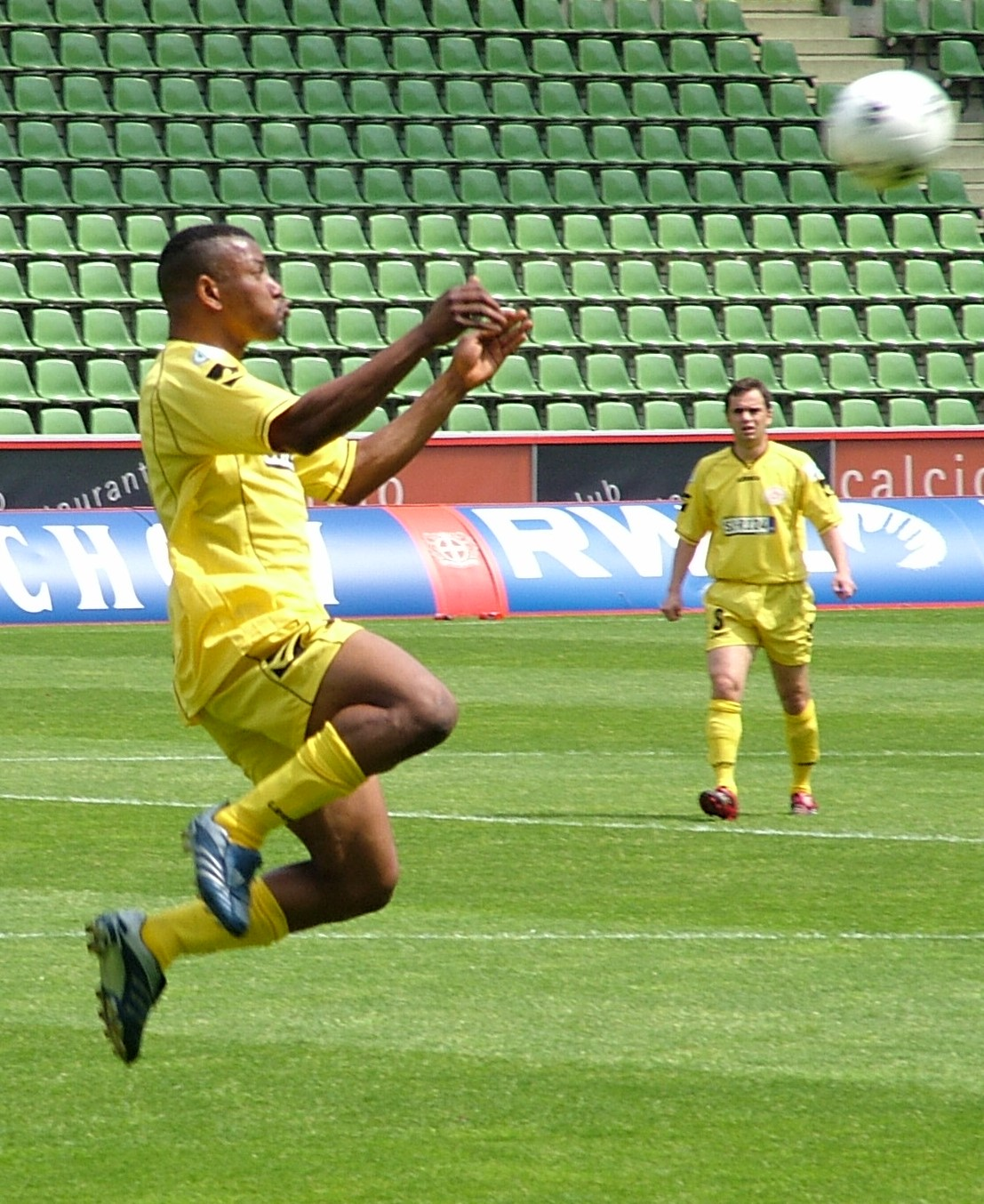
Christian Okpala im Auswärtstrikot der Sportfreunde Siegen

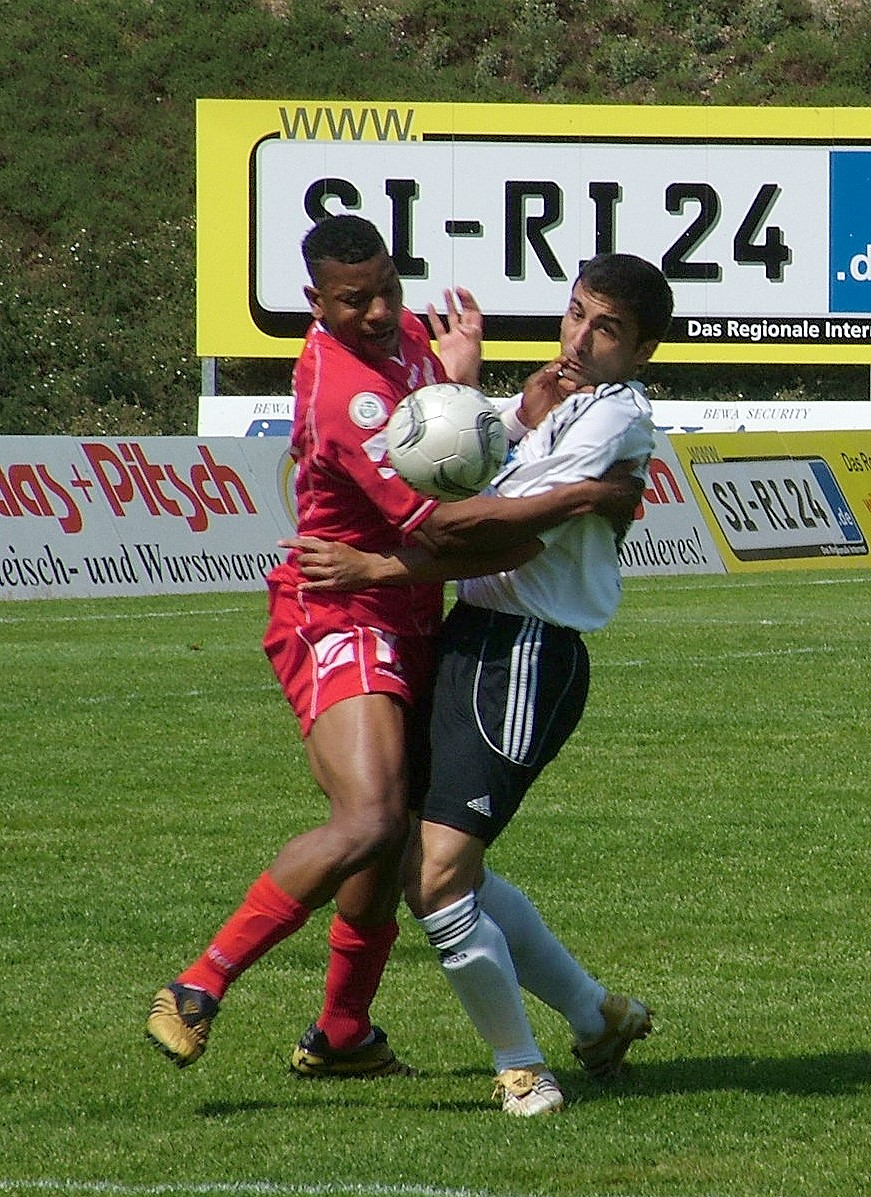
Christian Okpala gegen Kassels Turgay Gölbasi

Okpala spielte für die Enugu Rangers, Hapoel Beer Sheva (1998 bis 1999), FC Thun (1999 bis 2001), FC Aarau (2001 bis 2003), SpVgg Unterhaching (2003), FC Augsburg (2004 bis 2006) und die Stuttgarter Kickers (2006), wo er allerdings im November 2006 wegen einer Handgreiflichkeit gegen einen Mitspieler mit sofortiger Wirkung suspendiert wurde. Nach Stationen beim Süd-Regionalligisten Sportfreunde Siegen (2007 bis 2008) und dem SSV Reutlingen (2008 bis 2009) – wo er in der Hinrunde wegen einer Herzmuskel-Entzündung pausieren musste – orientierte sich Okpala in untere Spielklassen: Seit Beginn der Saison 2009/10 spielte er noch in der Hessenliga für Viktoria Urberach, danach für den FC Ober-Ramstadt, BC Sport Kassel und TuSpo Guxhagen.
In zehn Spielen der 2. Fußball-Bundesliga erzielte Okpala ein Tor für die SpVgg Unterhaching. In der Regionalliga Süd war er erfolgreicher; in 121 Spielen schoss er insgesamt 50 Tore.